# Zederik
Zederik est une ancienne commune néerlandaise, en province de Hollande-Méridionale.
Elle a été créée le 1er janvier 1986 par la fusion de sept communes des régions naturelles d'Alblasserwaard et Vijfheerenlanden, à savoir Ameide, Hei- en Boeicop, Leerbroek, Lexmond, Meerkerk, Nieuwland et Tienhoven. La mairie est située à Meerkerk.
Le 1er janvier 2019, la commune de Zederik est supprimée. Elle fusionne avec Leerdam et Vianen pour former la nouvelle commune de Vijfheerenlanden.

## Galerie

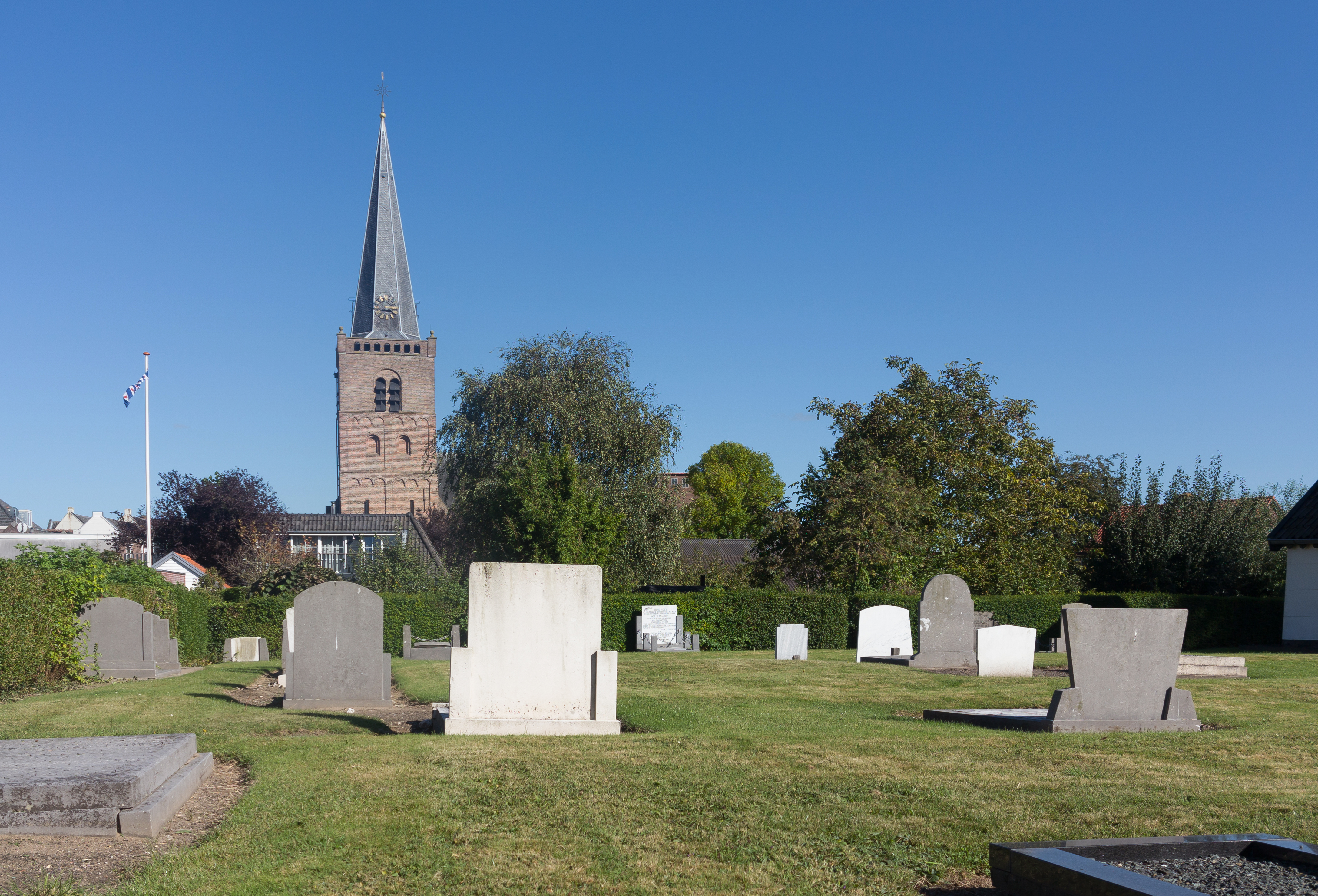
Ameide, le tour de l'église protestante
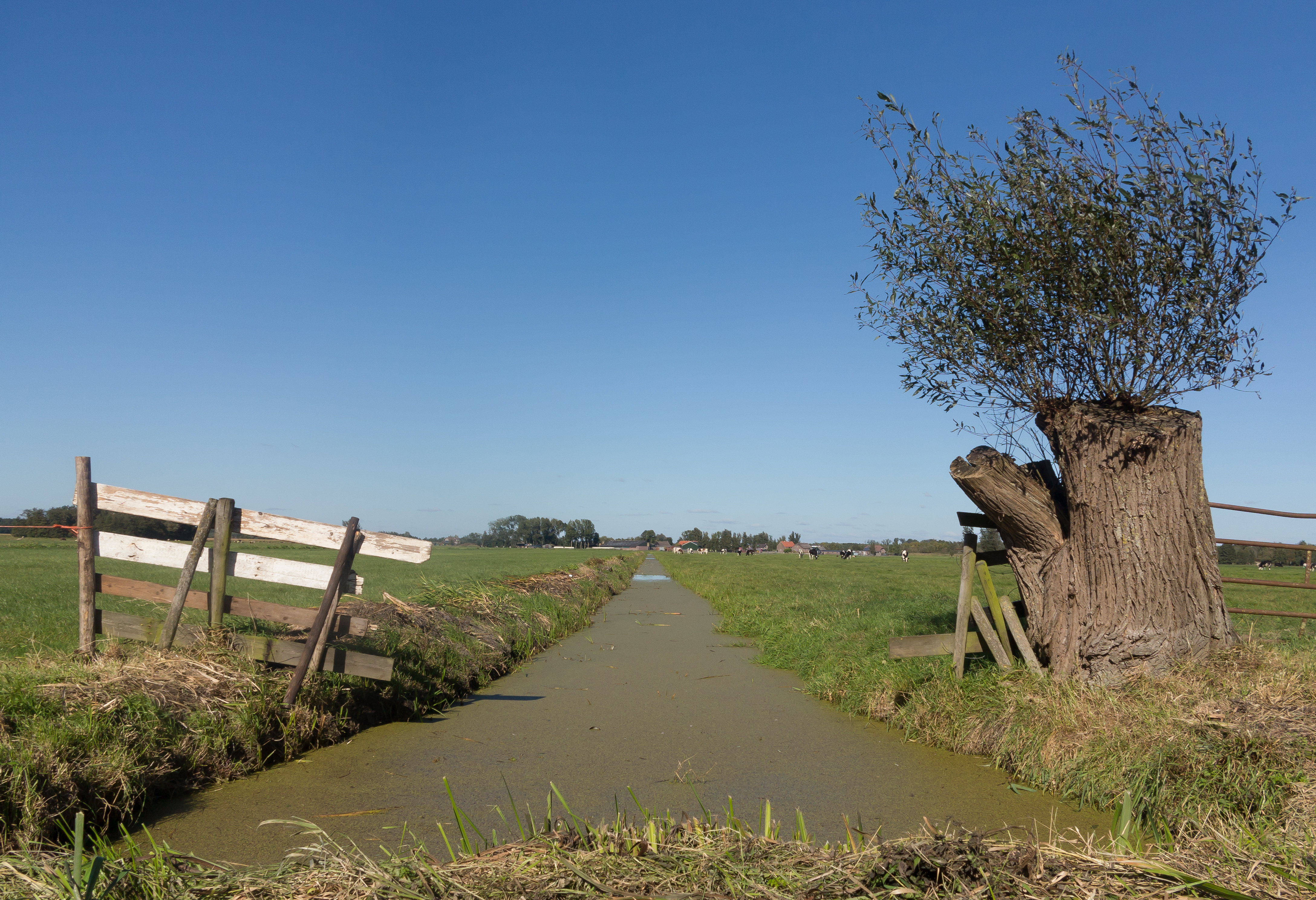
Le fossé dans le polder entre Ameide et Meerkerk
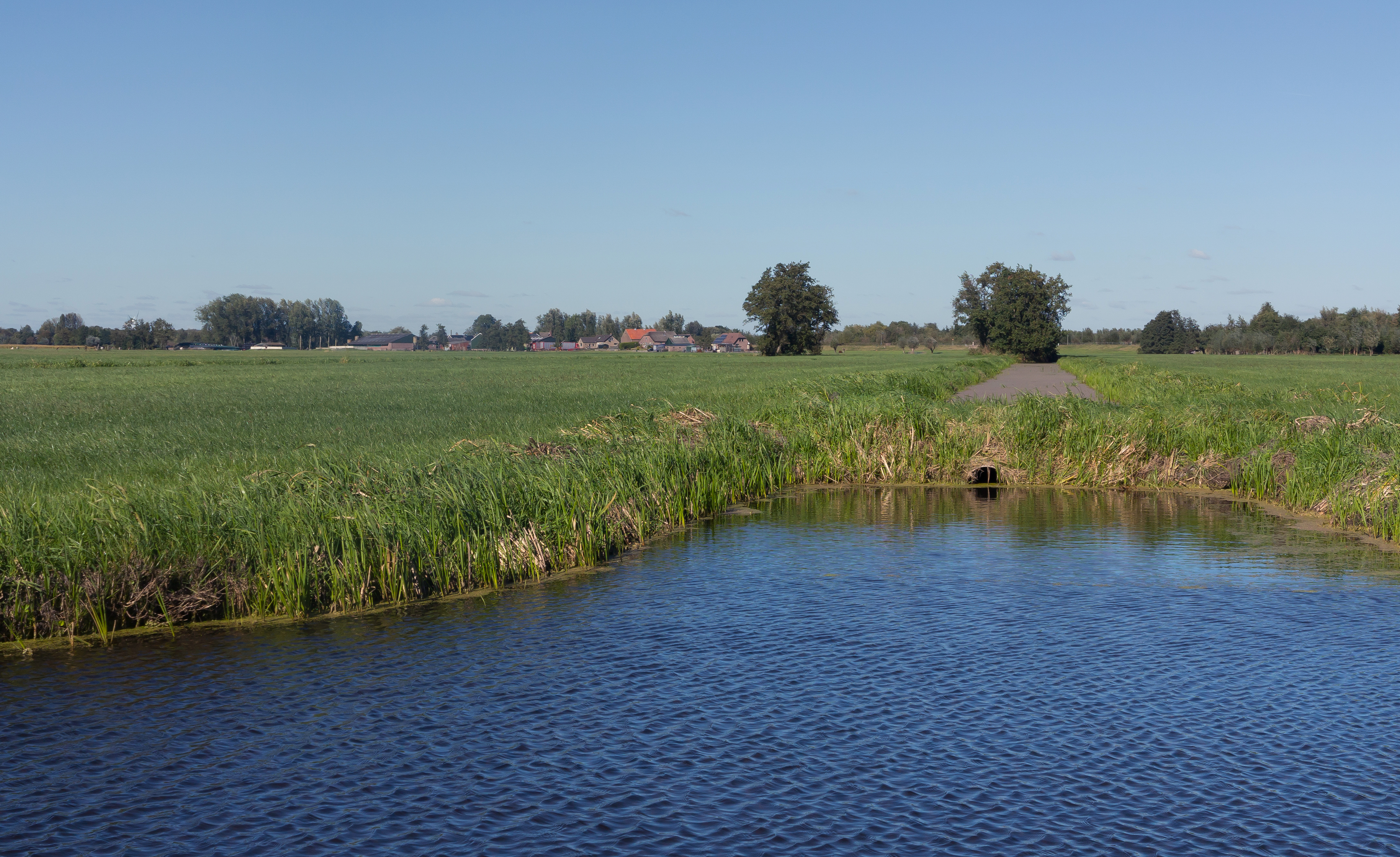
Le fossé dans le polder entre Ameide et Meerkerk